# Casaprota
Casaprota település Olaszországban, Lazio régióban, Rieti megyében. Lakosainak száma 692 fő (2023. január 1.). Casaprota Frasso Sabino, Mompeo, Montenero Sabino, Poggio Nativo, Poggio San Lorenzo és Torricella in Sabina községekkel határos.

## Népesség
A település népességének változása:
| Lakosok száma | 733  | 732  | 692  |
|               | 2017 | 2018 | 2023 |